# مشهدی‌قره‌لار
مشهدی‌قره‌لار (به لاتین: Məşədiqaralar) یک منطقه مسکونی در جمهوری آذربایجان است که در شهرستان گران‌بوی واقع شده است. مشهدی‌قره‌لار ۶۲۰ نفر جمعیت دارد.